# Mount Lamlam
Mount Lamlam is met een hoogte van 406 meter de hoogste berg op het Micronesische eiland Guam. In de taal van de lokale bevolking, Chamorro, betekent het bliksem. Het ligt 5 kilometer ten noorden van de stad Agat.
Sinds 1972 is de berg een National Natural Landmark